# عبدالعلی ادیب‌الملک

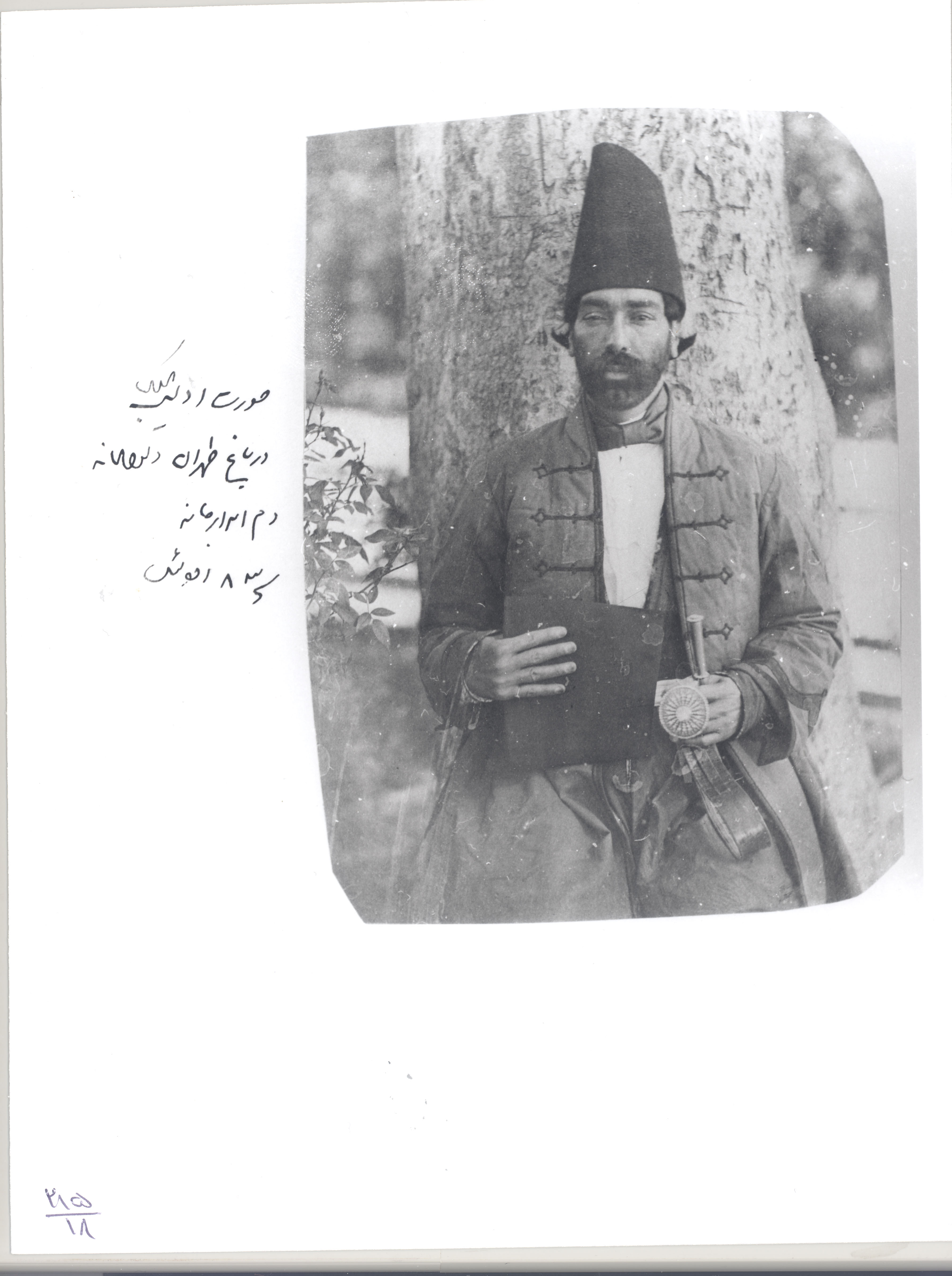
ادیب‌الملک در عکسی که ناصرالدین‌شاه از او گرفته است.

عبدالعلی خان ادیب‌الملک از رجال دوره قاجار و حاکم قم و سمنان و وزیر وظایف و اوقاف در دوران ناصرالدین شاه بود. او پیرو طریقت شیخیه بود.

پدرش حاج علی خان حاجب‌الدوله، فرزندانش تقی احتساب‌الملک و محمدباقر ادیب‌الملک (اعتمادالسلطنه) بودند. نوه‌های او محسن مقدم و حسن مقدم بودند.
دلیل‌الزائرین که سفرنامه‌ی عتبات اوست که در آن از دیدارش با شیخ انصاری در نجف سخن گفته است. او با بذل راحله، حجّ تمتّع را بر وی واجب گرداند و او را روانه سفر حج نمود.